# Linus Sundahl-Djerf
Linus Christer Erik Josef Sundahl-Djerf, född 20 augusti 1984, är en svensk fotograf.
Sundahl-Djerf är verksam fotograf hos Svenska Dagbladet. År 2024 vann han Årets bild för ett fotografi av en israelisk soldat som omfamnas av sin mor. Utmärkelsen väckte viss kritik då kritikerna ansåg att bilden och motiveringen var okänslig på grund av krigssituationen i Gaza. Samma prisades han även i kategorin för porträttbilder och 2017 vann han i kategorin för bildreportage Sverige. År 2025 utsågs han till Årets fotograf i samma tävling.
Sundahl-Djerf är uppvuxen i Åhus. Hans fotointresse väcktes när han gick på C4-gymnasiet i Kristianstad och fick prova på att arbeta i ett mörkrum. Han blev därefter medlem i redaktionen på Kristianstadsbladets dåvarande ungdomssatsning Surr. Efter studenten flyttade han till Paris, där bodde i åtta år innan flyttade till New York. Sedan 2015 är Sundahl-Djerf bosatt i Stockholm.